# إيهور بتروف
إيهور بتروف (بالأوكرانية: Петров Ігор Григорович)‏ هو لاعب كرة قدم ومدرب كرة قدم أوكراني في مركز الوسط، ولد في 30 يناير 1964 في هورليفكا في أوكرانيا. شارك مع منتخب أوكرانيا لكرة القدم. أما مع النوادي، فقد لعب مع شاختار دونيتسك وميتالورغ دونيتسك.

## وصلات خارجية
- إيهور بتروف على موقع اتحاد أوكرانيا (الإنجليزية)
- إيهور بتروف على موقع قاعدة بيانات كرة القدم.إي يو (الإنجليزية)
- إيهور بتروف على موقع ناشيونال فوتبول تيمز (الإنجليزية)
- إيهور بتروف على موقع عالم كرة القدم.نت (الإنجليزية)